# Deutsche Junioren-Floorballmeisterschaft
Deutsche Junioren-Floorballmeisterschaften werden jährlich in Endrundenturnieren in mehreren Altersklassen ausgespielt. 2024 werden bei den Junioren das U15 und U17 Großfeld und bei sowohl Jungen als auch Mädchen die Klassen U17, U15 und U13 auf dem Kleinfeld ausgespielt.
Anmerkung: Die folgenden Listen sind nicht komplett.

## Liste der deutschen Meister (Junioren)

### U19-Junioren Großfeld
| Liste der Deutschen Meister im U19-Junioren Kleinfeld | Liste der Deutschen Meister im U19-Junioren Kleinfeld | Liste der Deutschen Meister im U19-Junioren Kleinfeld | Liste der Deutschen Meister im U19-Junioren Kleinfeld | Liste der Deutschen Meister im U19-Junioren Kleinfeld |
| Jahr                                                  | (Austragungsort)                                      | Gold                                                  | Silber                                                | Bronze                                                |
| ----------------------------------------------------- | ----------------------------------------------------- | ----------------------------------------------------- | ----------------------------------------------------- | ----------------------------------------------------- |
| 2025                                                  | Darmstadt                                             | SG Floor Fighters Chemnitz/ SC DHfK Leipzig           | Baltic Storms                                         | VfL Red Hocks Kaufering                               |

### U19-Junioren Kleinfeld
| Liste der Deutschen Meister im U19-Junioren Kleinfeld | Liste der Deutschen Meister im U19-Junioren Kleinfeld | Liste der Deutschen Meister im U19-Junioren Kleinfeld | Liste der Deutschen Meister im U19-Junioren Kleinfeld | Liste der Deutschen Meister im U19-Junioren Kleinfeld |
| Jahr                                                  | (Austragungsort)                                      | Gold                                                  | Silber                                                | Bronze                                                |
| ----------------------------------------------------- | ----------------------------------------------------- | ----------------------------------------------------- | ----------------------------------------------------- | ----------------------------------------------------- |
| 2012                                                  | ??                                                    | VfL Red Hocks Kaufering                               | SSF Bonn                                              | ??                                                    |
| 2011                                                  | ??                                                    | SG Lilienthal/Seebergen                               | VfL Red Hocks Kaufering                               | ??                                                    |
| 2010                                                  | ??                                                    | TV Eiche Horn Bremen                                  | TV Lilienthal                                         | ??                                                    |
| 2009                                                  | ??                                                    | TV Lilienthal                                         | UHC Weißenfels                                        | ??                                                    |
| 2008                                                  | ??                                                    | TV Lilienthal                                         | Gettorfer TV                                          | ??                                                    |
| 2007                                                  | ??                                                    | ??                                                    | ??                                                    | ??                                                    |
| 2006                                                  | ??                                                    | USV Halle                                             | Unihockey Igels Dresden                               | ??                                                    |

### U17-Junioren Großfeld
(seit 2014 ausgespielt)
| Liste der Deutschen Meister im U17-Junioren Großfeld | Liste der Deutschen Meister im U17-Junioren Großfeld | Liste der Deutschen Meister im U17-Junioren Großfeld | Liste der Deutschen Meister im U17-Junioren Großfeld | Liste der Deutschen Meister im U17-Junioren Großfeld |
| Jahr                                                 | (Austragungsort)                                     | Gold                                                 | Silber                                               | Bronze                                               |
| ---------------------------------------------------- | ---------------------------------------------------- | ---------------------------------------------------- | ---------------------------------------------------- | ---------------------------------------------------- |
| 2025                                                 | Chemnitz                                             | FBC München                                          | Baltic Storms                                        | SG Floor Fighters Chemnitz/ SC DHfK Leipzig          |
| 2024                                                 | München                                              | VfL Red Hocks Kaufering                              | UHC Sparkasse Weißenfels                             | Floorball-Club München                               |
| 2023                                                 | Potsdam                                              | SSF Dragons Bonn                                     | TSC Wellingsbüttel                                   | PSV 90 Dessau                                        |
| 2022                                                 | Kaufering                                            | VfL Red Hocks Kaufering                              | FC Stern München                                     | SSF Dragons Bonn                                     |
| 2021                                                 | Aufgrund der Corona-Pandemie nicht stattgefunden     | Aufgrund der Corona-Pandemie nicht stattgefunden     | Aufgrund der Corona-Pandemie nicht stattgefunden     | Aufgrund der Corona-Pandemie nicht stattgefunden     |
| 2020                                                 | Aufgrund der Corona-Pandemie nicht stattgefunden.    | Aufgrund der Corona-Pandemie nicht stattgefunden.    | Aufgrund der Corona-Pandemie nicht stattgefunden.    | Aufgrund der Corona-Pandemie nicht stattgefunden.    |
| 2019                                                 | ??                                                   | SC DHfK Leipzig                                      | VfL Red Hocks Kaufering                              | ??                                                   |
| 2018                                                 | ??                                                   | Seabulls (SG Tetenbulls, Gettorf, Wyk)               | ETV Piranhhas                                        | VfL Red Hocks Kaufering                              |
| 2017                                                 | ??                                                   | SSF Dragons Bonn                                     | ETV Piranhhas                                        | Unihockey Igels Dresden                              |
| 2016                                                 | Garding                                              | Floor Fighters Chemnitz                              | ETV Piranhhas                                        | SSF Dragons Bonn                                     |
| 2015                                                 | Hamburg                                              | SSF Dragons Bonn                                     | Floor Fighters Chemnitz                              | SG Lausitzer Wölfe/Igels Dresden                     |
| 2014                                                 | Chemnitz                                             | UHC Sparkasse Weißenfels                             | Floor Fighters Chemnitz                              | SG Lausitzer Wölfe/Igels Dresden                     |

| Rang | Verein/Team                                                 | 1. | 2. | 3. |
| ---- | ----------------------------------------------------------- | -- | -- | -- |
| 1    | SSF Dragons Bonn                                            | 3  | 0  | 2  |
| 2    | VfL Red Hocks Kaufering                                     | 2  | 1  | 1  |
| 3    | Floor Fighters Chemnitz (inkl. 1× mit dem SC DHfK Leipzig)  | 1  | 2  | 1  |
| 4    | FC Stern/Floorball-Club München                             | 1  | 1  | 1  |
| 5    | UHC Sparkasse Weißenfels                                    | 1  | 1  | 0  |
| 6    | SC DHfK Leipzig (inkl. 1× mit den Floor Fighters Chemnitz)  | 1  | 0  | 1  |
| 7    | Seabulls (SG Tetenbulls, Gettorf, Wyk)                      | 1  | 0  | 0  |
| 8    | ETV Piranhhas                                               | 0  | 3  | 0  |
| 9    | TSC Wellingsbüttel                                          | 0  | 1  | 0  |
| 9    | Baltic Storms                                               | 0  | 1  | 0  |
| 11   | Unihockey Igels Dresden (inkl. 2× mit den Lausitzer Wölfen) | 0  | 0  | 3  |
| 12   | PSV 90 Dessau                                               | 0  | 0  | 1  |
| –    | ??                                                          | 0  | 0  | 1  |

### U17-Junioren Kleinfeld
| Liste der Deutschen Meister im U17-Junioren Kleinfeld | Liste der Deutschen Meister im U17-Junioren Kleinfeld | Liste der Deutschen Meister im U17-Junioren Kleinfeld | Liste der Deutschen Meister im U17-Junioren Kleinfeld | Liste der Deutschen Meister im U17-Junioren Kleinfeld |
| Jahr                                                  | (Austragungsort)                                      | Gold                                                  | Silber                                                | Bronze                                                |
| ----------------------------------------------------- | ----------------------------------------------------- | ----------------------------------------------------- | ----------------------------------------------------- | ----------------------------------------------------- |
| 2024                                                  | Chemnitz                                              | SC DHfK Leipzig                                       | PSV 90 Dessau                                         | SSF Dragons Bonn                                      |
| 2023                                                  | Chemnitz                                              | SSF Dragons Bonn                                      | PSV 90 Dessau                                         | SG Haunwöhr/Ingolstadt                                |
| 2022                                                  | Kaufering                                             | Unihockey Igels Dresden                               | VfL Red Hocks Kaufering                               | PSV 90 Dessau                                         |
| 2021                                                  | Aufgrund der Corona-Pandemie nicht stattgefunden      | Aufgrund der Corona-Pandemie nicht stattgefunden      | Aufgrund der Corona-Pandemie nicht stattgefunden      | Aufgrund der Corona-Pandemie nicht stattgefunden      |
| 2020                                                  | Aufgrund der Corona-Pandemie nicht stattgefunden.     | Aufgrund der Corona-Pandemie nicht stattgefunden.     | Aufgrund der Corona-Pandemie nicht stattgefunden.     | Aufgrund der Corona-Pandemie nicht stattgefunden.     |
| 2019                                                  | ??                                                    | VfL Red Hocks Kaufering                               | Donau-Floorball Ingolstadt/Nordheim                   | ??                                                    |
| 2018                                                  | Am Mellensee                                          | Donau-Floorball Ingolstadt/Nordheim                   | VfL Red Hocks Kaufering                               | Gettorfer TV                                          |
| 2017                                                  | ??                                                    | PSV 90 Dessau                                         | TV Schriesheim                                        | TSV Tollwut Ebersgöns                                 |
| 2016                                                  | Ingolstadt                                            | TV Schriesheim                                        | SVE Hamburg                                           | ??                                                    |
| 2015                                                  | Kirch-Göns                                            | SSF Dragons Bonn                                      | TV Schriesheim                                        | TSV Tollwut Ebersgöns                                 |
| 2014                                                  | Holzbüttgen                                           | TV Schriesheim                                        | SV Concordia Harzgerode                               | SSF Dragons Bonn                                      |
| 2013                                                  | Bonn                                                  | VfL Red Hocks Kaufering                               | TV Schriesheim                                        | SSF Dragons Bonn                                      |
| 2012                                                  | ??                                                    | MTV Mittelnkirchen                                    | SG Kölln-Reisiek                                      | ??                                                    |
| 2011                                                  | ??                                                    | TV Schriesheim                                        | SSF Dragons Bonn                                      | ??                                                    |
| 2010                                                  | ??                                                    | SG Lilienthal/Seebergen                               | MTV Mittelnkirchen                                    | ??                                                    |
| 2009                                                  | ??                                                    | Dümptener Füchse                                      | Floorball Grizzlys Salzwedel                          | ??                                                    |
| 2008                                                  | ??                                                    | Unihockey Igels Dresden                               | TSV Tetenbüll                                         | ??                                                    |

| RF | Verein/Team                         | 1. | 2. | 3. |
| -- | ----------------------------------- | -- | -- | -- |
| 1  | TV Schriesheim                      | 3  | 3  | 0  |
| 2  | VfL Red Hocks Kaufering             | 2  | 2  | 0  |
| 3  | SSF Dragons Bonn                    | 2  | 1  | 3  |
| 4  | Unihockey Igels Dresden             | 2  | 0  | 0  |
| 5  | PSV 90 Dessau                       | 1  | 2  | 1  |
| 6  | MTV Mittelnkirchen                  | 1  | 1  | 0  |
| 6  | Donau-Floorball Ingolstadt/Nordheim | 1  | 1  | 0  |
| 8  | Dümptener Füchse                    | 1  | 0  | 0  |
| 8  | SG Lilienthal/Seebergen             | 1  | 0  | 0  |
| 8  | SG Kölln-Reisiek                    | 1  | 0  | 0  |
| 8  | SC DHfK Leipzig                     | 1  | 0  | 0  |
| 12 | TSV Tetenbüll                       | 0  | 1  | 0  |
| 12 | Floorball Grizzlys Salzwedel        | 0  | 1  | 0  |
| 12 | SV Concordia Harzgerode             | 0  | 1  | 0  |
| 12 | SVE Hamburg                         | 0  | 1  | 0  |
| 16 | TSV Tollwut Ebersgöns               | 0  | 0  | 2  |
| 17 | Gettorfer TV                        | 0  | 0  | 1  |
| 17 | SG Haunwöhr/Ingolstadt              | 0  | 0  | 1  |
| –  | ??                                  | 0  | 0  | 7  |

### U15-Junioren Großfeld
2024 erstmals ausgespielt
| Liste der Deutschen Meister im U15-Junioren Kleinfeld | Liste der Deutschen Meister im U15-Junioren Kleinfeld | Liste der Deutschen Meister im U15-Junioren Kleinfeld | Liste der Deutschen Meister im U15-Junioren Kleinfeld | Liste der Deutschen Meister im U15-Junioren Kleinfeld |
| Jahr                                                  | (Austragungsort)                                      | Gold                                                  | Silber                                                | Bronze                                                |
| ----------------------------------------------------- | ----------------------------------------------------- | ----------------------------------------------------- | ----------------------------------------------------- | ----------------------------------------------------- |
| 2024                                                  | Kiel                                                  | Floorball-Club München                                | BW96 Schenefeld                                       | UHC Sparkasse Weißenfels                              |

### U15-Junioren Kleinfeld
| Liste der Deutschen Meister im U15-Junioren Kleinfeld | Liste der Deutschen Meister im U15-Junioren Kleinfeld | Liste der Deutschen Meister im U15-Junioren Kleinfeld | Liste der Deutschen Meister im U15-Junioren Kleinfeld | Liste der Deutschen Meister im U15-Junioren Kleinfeld |
| Jahr                                                  | (Austragungsort)                                      | Gold                                                  | Silber                                                | Bronze                                                |
| ----------------------------------------------------- | ----------------------------------------------------- | ----------------------------------------------------- | ----------------------------------------------------- | ----------------------------------------------------- |
| 2024                                                  | München                                               | Floorball-Club München                                | Floorball Griedel                                     | SV Amendingen Stadtbach Piranhas                      |
| 2023                                                  | Schenefeld                                            | Red Devils Wernigerode                                | BW96 Schenefeld                                       | FC Stern München                                      |
| 2022                                                  | Hannover                                              | VfL Red Hocks Kaufering                               | FC Stern München                                      | SC DHfK Leipzig                                       |
| 2021                                                  | Aufgrund der Corona-Pandemie nicht stattgefunden      | Aufgrund der Corona-Pandemie nicht stattgefunden      | Aufgrund der Corona-Pandemie nicht stattgefunden      | Aufgrund der Corona-Pandemie nicht stattgefunden      |
| 2020                                                  | Aufgrund der Corona-Pandemie nicht stattgefunden.     | Aufgrund der Corona-Pandemie nicht stattgefunden.     | Aufgrund der Corona-Pandemie nicht stattgefunden.     | Aufgrund der Corona-Pandemie nicht stattgefunden.     |
| 2019                                                  | ??                                                    | UHC Sparkasse Weißenfels                              | FC Stern München                                      | ??                                                    |
| 2018                                                  | ??                                                    | VfL Red Hocks Kaufering                               | ETV Piranhhas                                         | FC Stern München                                      |
| 2017                                                  | ??                                                    | SG Nordheim / Ingolstadt                              | Floor Fighters Chemnitz                               | ??                                                    |
| 2016                                                  | Kaufering                                             | ETV Piranhhas                                         | VfL Red Hocks Kaufering                               | Red Devils Wernigerode                                |
| 2015                                                  | Dessau-Roßlau                                         | TSV Tollwut Ebersgöns                                 | VfL Red Hocks Kaufering                               | PSV 90 Dessau                                         |
| 2014                                                  | Gettorf                                               | ESV Ingolstadt-Ringsee                                | Unihockey Igels Dresden                               | ??                                                    |
| 2013                                                  | ??                                                    | SV Concordia Harzgerode                               | Unihockey Igels Dresden                               | ??                                                    |
| 2012                                                  | ??                                                    | Floor Fighters Chemnitz                               | SG Kölln-Reisiek                                      | ??                                                    |
| 2011                                                  | ??                                                    | TSG Füchse Harzgerode                                 | ESV Ingolstadt                                        | ??                                                    |
| 2010                                                  | ??                                                    | UHC Weißenfels                                        | SG Kölln-Reisiek                                      | ??                                                    |
| 2009                                                  | ??                                                    | TV Schriesheim                                        | MTV Mittelnkirchen                                    | ??                                                    |
| 2008                                                  | ??                                                    | MTV Mittelnkirchen                                    | ETV Hamburg                                           | ??                                                    |

| RF | Verein/Team                               | 1. | 2. | 3. |
| -- | ----------------------------------------- | -- | -- | -- |
| 1  | VfL Red Hocks Kaufering                   | 2  | 2  | 0  |
| 2  | ESV Ingolstadt (inkl. 1× mit SV Nordheim) | 2  | 1  | 0  |
| 3  | TSG Füchse/SV Concordia Harzgerode        | 2  | 0  | 0  |
| 3  | UHC Sparkasse Weißenfels                  | 2  | 0  | 0  |
| 5  | FC Stern/Floorball-Club München           | 1  | 2  | 2  |
| 6  | ETV Piranhhas Hamburg                     | 1  | 2  | 0  |
| 7  | MTV Mittelnkirchen                        | 1  | 1  | 0  |
| 7  | Floor Fighters Chemnitz                   | 1  | 1  | 0  |
| 9  | Red Devils Wernigerode                    | 1  | 0  | 1  |
| 10 | TV Schriesheim                            | 1  | 0  | 0  |
| 10 | TSV Tollwut Ebersgöns                     | 1  | 0  | 0  |
| 12 | SG Kölln-Reisiek                          | 0  | 2  | 0  |
| 12 | Unihockey Igels Dresden                   | 0  | 2  | 0  |
| 14 | BW96 Schenefeld                           | 0  | 1  | 0  |
| 14 | Floorball Griedel                         | 1  | 0  | 0  |
| 16 | PSV 90 Dessau                             | 0  | 0  | 1  |
| 16 | SC DHfK Leipzig                           | 0  | 0  | 1  |
| 16 | SV Amendingen Stadtbach Piranhas          | 0  | 0  | 1  |
| –  | ??                                        | 0  | 0  | 9  |

### U13-Junioren Kleinfeld
| Liste der Deutschen Meister im U13-Junioren Kleinfeld | Liste der Deutschen Meister im U13-Junioren Kleinfeld | Liste der Deutschen Meister im U13-Junioren Kleinfeld | Liste der Deutschen Meister im U13-Junioren Kleinfeld | Liste der Deutschen Meister im U13-Junioren Kleinfeld |
| Jahr                                                  | (Austragungsort)                                      | Gold                                                  | Silber                                                | Bronze                                                |
| ----------------------------------------------------- | ----------------------------------------------------- | ----------------------------------------------------- | ----------------------------------------------------- | ----------------------------------------------------- |
| 2024                                                  | Hamburg                                               | PSV 90 Dessau                                         | Red Devils Wernigerode                                | Floorball-Club München                                |
| 2023                                                  | Chemnitz                                              | FC Stern München                                      | Tegel Tigers                                          | Red Devils Wernigerode                                |
| 2022                                                  | Chemnitz                                              | FC Stern München                                      | VfL Tegel                                             | Floor Fighters Chemnitz                               |
| 2021                                                  | Aufgrund der Corona-Pandemie nicht stattgefunden      | Aufgrund der Corona-Pandemie nicht stattgefunden      | Aufgrund der Corona-Pandemie nicht stattgefunden      | Aufgrund der Corona-Pandemie nicht stattgefunden      |
| 2020                                                  | Aufgrund der Corona-Pandemie nicht stattgefunden.     | Aufgrund der Corona-Pandemie nicht stattgefunden.     | Aufgrund der Corona-Pandemie nicht stattgefunden.     | Aufgrund der Corona-Pandemie nicht stattgefunden.     |
| 2019                                                  | ??                                                    | FC Stern München                                      | BAT Berlin                                            | ??                                                    |
| 2018                                                  | Mülheim an der Ruhr                                   | VfL Red Hocks Kaufering                               | UHC Sparkasse Weißenfels                              | Frankfurt Falcons                                     |
| 2017                                                  | ??                                                    | UHC Sparkasse Weißenfels                              | VfL Red Hocks Kaufering                               | SC DHfK Leipzig                                       |
| 2016                                                  | ??                                                    | UHC Sparkasse Weißenfels                              | VfL Red Hocks Kaufering                               | ??                                                    |
| 2015                                                  | Döbeln                                                | Floor Fighters Chemnitz                               | SSF Dragons Bonn                                      | ETV Piranhhas                                         |
| 2014                                                  | Donauwörth                                            | Red Devils Wernigerode                                | ETV Hamburg                                           | VfL Red Hocks Kaufering                               |
| 2013                                                  | Bremen                                                | TSV Tollwut Ebersgöns                                 | ETV Hamburg                                           | Red Devils Wernigerode                                |
| 2012                                                  | ??                                                    | ??                                                    | ??                                                    | ??                                                    |
| 2011                                                  | ??                                                    | SV Concordia Harzgerode                               | ATS Buntentor                                         | ??                                                    |
| 2010                                                  | ??                                                    | UHC Sparkasse Weißenfels                              | SG Kölln-Reisiek                                      | ??                                                    |
| 2009                                                  | ??                                                    | UHC Sparkasse Weißenfels                              | SG Kölln-Reisiek                                      | ??                                                    |
| 2008                                                  | ??                                                    | UHC Sparkasse Weißenfels                              | Red Devils Wernigerode                                | ??                                                    |

| RF | Verein/Team                     | 1. | 2. | 3. |
| -- | ------------------------------- | -- | -- | -- |
| 1  | UHC Sparkasse Weißenfels        | 5  | 1  | 0  |
| 2  | FC Stern/Floorball-Club München | 3  | 0  | 1  |
| 3  | Red Devils Wernigerode          | 1  | 2  | 2  |
| 4  | VfL Red Hocks Kaufering         | 1  | 2  | 1  |
| 5  | Floor Fighters Chemnitz         | 1  | 0  | 1  |
| 6  | SV Concordia Harzgerode         | 1  | 0  | 0  |
| 6  | TSV Tollwut Ebersgöns           | 1  | 0  | 0  |
| 6  | PSV 90 Dessau                   | 1  | 0  | 0  |
| 9  | ETV Piranhhas Hamburg           | 0  | 2  | 1  |
| 10 | SG Kölln-Reisiek                | 0  | 2  | 0  |
| 10 | VfL Tegel/Tegel Tigers          | 0  | 2  | 0  |
| 12 | ATS Buntentor                   | 0  | 1  | 0  |
| 12 | SSF Dragons Bonn                | 0  | 1  | 0  |
| 12 | BAT Berlin                      | 0  | 1  | 0  |
| 15 | SC DHfK Leipzig                 | 0  | 0  | 1  |
| 15 | Frankfurt Falcons               | 0  | 0  | 1  |
| –  | ??                              | 1  | 1  | 7  |

## Liste der deutschen Meister (Juniorinnen)

### U19-Juniorinnen Kleinfeld
| Liste der Deutschen Meister im U19-Juniorinnen Kleinfeld | Liste der Deutschen Meister im U19-Juniorinnen Kleinfeld | Liste der Deutschen Meister im U19-Juniorinnen Kleinfeld | Liste der Deutschen Meister im U19-Juniorinnen Kleinfeld | Liste der Deutschen Meister im U19-Juniorinnen Kleinfeld |
| Jahr                                                     | (Austragungsort)                                         | Gold                                                     | Silber                                                   | Bronze                                                   |
| -------------------------------------------------------- | -------------------------------------------------------- | -------------------------------------------------------- | -------------------------------------------------------- | -------------------------------------------------------- |
| 2010                                                     | ??                                                       | ??                                                       | ??                                                       | ??                                                       |
| 2009                                                     | ??                                                       | ??                                                       | ??                                                       | ??                                                       |
| 2008                                                     | ??                                                       | ??                                                       | ??                                                       | ??                                                       |
| 2007                                                     | ??                                                       | ??                                                       | ??                                                       | ??                                                       |
| 2006                                                     | ??                                                       | Young SAHGA-Team Halle                                   | UHC Weißenfels                                           | ??                                                       |

### U17-Juniorinnen Kleinfeld
Seit 2015 werden die Meisterschaften in einer U-17 statt einer U-19 Klasse ausgespielt
| Liste der Deutschen Meister im U17-Juniorinnen Kleinfeld | Liste der Deutschen Meister im U17-Juniorinnen Kleinfeld | Liste der Deutschen Meister im U17-Juniorinnen Kleinfeld | Liste der Deutschen Meister im U17-Juniorinnen Kleinfeld | Liste der Deutschen Meister im U17-Juniorinnen Kleinfeld |
| Jahr                                                     | (Austragungsort)                                         | Gold                                                     | Silber                                                   | Bronze                                                   |
| -------------------------------------------------------- | -------------------------------------------------------- | -------------------------------------------------------- | -------------------------------------------------------- | -------------------------------------------------------- |
| 2025                                                     | München                                                  | Red Devils Wernigerode                                   | SC Potsdam                                               | MFBC Leipzig                                             |
| 2024                                                     | Bremen                                                   | Red Devils Wernigerode                                   | Dümptener Füchse                                         | SG Saalemädels (Weißenfels, Jena und Halle)              |
| 2023                                                     | Jena                                                     | Dümptener Füchse                                         | SG Saalemädels (Weißenfels, Jena und Halle)              | Floor Fighters Chemnitz                                  |
| 2022                                                     | Aufgrund zu weniger Anmeldungen nicht stattgefunden.     | Aufgrund zu weniger Anmeldungen nicht stattgefunden.     | Aufgrund zu weniger Anmeldungen nicht stattgefunden.     | Aufgrund zu weniger Anmeldungen nicht stattgefunden.     |
| 2021                                                     | Aufgrund der Corona-Pandemie nicht stattgefunden.        | Aufgrund der Corona-Pandemie nicht stattgefunden.        | Aufgrund der Corona-Pandemie nicht stattgefunden.        | Aufgrund der Corona-Pandemie nicht stattgefunden.        |
| 2020                                                     | Aufgrund der Corona-Pandemie nicht stattgefunden.        | Aufgrund der Corona-Pandemie nicht stattgefunden.        | Aufgrund der Corona-Pandemie nicht stattgefunden.        | Aufgrund der Corona-Pandemie nicht stattgefunden.        |
| 2019                                                     | ??                                                       | ??                                                       | ??                                                       | ??                                                       |
| 2018                                                     | Steinfurt                                                | Red Devils Wernigerode                                   | UHC Sparkasse Weißenfels                                 | Dümptener Füchse                                         |
| 2017                                                     | ??                                                       | Red Devils Wernigerode                                   | UHC Sparkasse Weißenfels                                 | Dümptener Füchse                                         |
| 2016                                                     | Mülheim an der Ruhr                                      | Dümptener Füchse                                         | MFBC Leipzig                                             | SG Floorball Harz (Quedlinburg und Wernigerode)          |
| 2015                                                     | Mülheim an der Ruhr                                      | Dümptener Füchse                                         | UHC Sparkasse Weißenfels                                 | SG Floorball Harz (Quedlinburg und Wernigerode)          |

| RF | Verein/Team                                                               | 1. | 2. | 3. |
| -- | ------------------------------------------------------------------------- | -- | -- | -- |
| 1  | Red Devils Wernigerode (inkl. 2× mit TSG Quedlinburg)                     | 4  | 0  | 2  |
| 2  | Dümptener Füchse                                                          | 3  | 1  | 2  |
| 3  | UHC Sparkasse Weißenfels (inkl. 2× mit USV Jena und USV Saalebiber Halle) | 0  | 4  | 1  |
| 4  | MFBC Leipzig                                                              | 0  | 1  | 1  |
| 4  | SC Potsdam                                                                | 0  | 1  | 0  |
| 6  | Floor Fighters Chemnitz                                                   | 0  | 0  | 1  |
| –  | ??                                                                        | 1  | 1  | 1  |

### U16-Juniorinnen Kleinfeld
2013 erstmals ausgespielt.
| Liste der Deutschen Meister im U16-Juniorinnen Kleinfeld | Liste der Deutschen Meister im U16-Juniorinnen Kleinfeld | Liste der Deutschen Meister im U16-Juniorinnen Kleinfeld | Liste der Deutschen Meister im U16-Juniorinnen Kleinfeld       | Liste der Deutschen Meister im U16-Juniorinnen Kleinfeld |
| Jahr                                                     | (Austragungsort)                                         | Gold                                                     | Silber                                                         | Bronze                                                   |
| -------------------------------------------------------- | -------------------------------------------------------- | -------------------------------------------------------- | -------------------------------------------------------------- | -------------------------------------------------------- |
| 2014                                                     | München                                                  | Dümptener Füchse                                         | UHC Sparkasse Weißenfels                                       | SSF Dragons Bonn                                         |
| 2013                                                     | Quedlinburg                                              | UHC Sparkasse Weißenfels                                 | SG Floorball Harz (TSG Quedlinburg und Red Devils Wernigerode) | ??                                                       |

### U15-Juniorinnen Kleinfeld
Seit 2018 werden die Meisterschaften in einer U-15 Klasse ausgespielt
| Liste der Deutschen Meister im U15-Juniorinnen Kleinfeld | Liste der Deutschen Meister im U15-Juniorinnen Kleinfeld | Liste der Deutschen Meister im U15-Juniorinnen Kleinfeld | Liste der Deutschen Meister im U15-Juniorinnen Kleinfeld | Liste der Deutschen Meister im U15-Juniorinnen Kleinfeld |
| Jahr                                                     | (Austragungsort)                                         | Gold                                                     | Silber                                                   | Bronze                                                   |
| -------------------------------------------------------- | -------------------------------------------------------- | -------------------------------------------------------- | -------------------------------------------------------- | -------------------------------------------------------- |
| 2025                                                     | Zwickau                                                  | SC Potsdam                                               | DJK Holzbüttgen                                          | Heljens Haie                                             |
| 2024                                                     | Jena                                                     | SG Saalemädels (Weißenfels, Jena und Halle)              | DJK Holzbüttgen                                          | Floorball-Club München                                   |
| 2023                                                     | Wernigerode                                              | Red Devils Wernigerode                                   | FBC Havel                                                | Dümptener Füchse                                         |
| 2022                                                     | Mülheim an der Ruhr                                      | Red Devils Wernigerode                                   | Dümptener Füchse                                         | FBC Havel                                                |
| 2021                                                     | Aufgrund der Corona-Pandemie nicht stattgefunden         | Aufgrund der Corona-Pandemie nicht stattgefunden         | Aufgrund der Corona-Pandemie nicht stattgefunden         | Aufgrund der Corona-Pandemie nicht stattgefunden         |
| 2020                                                     | Aufgrund der Corona-Pandemie nicht stattgefunden.        | Aufgrund der Corona-Pandemie nicht stattgefunden.        | Aufgrund der Corona-Pandemie nicht stattgefunden.        | Aufgrund der Corona-Pandemie nicht stattgefunden.        |
| 2019                                                     | ??                                                       | Sportfreunde Puchheim Mädels                             | UHC Sparkasse Weißenfels                                 | ??                                                       |
| 2018                                                     | Berlin                                                   | SG Landsberg/Elster                                      | FC Stern München                                         | MFBC Leipzig/Grimma                                      |

| RF | Verein/Team                                                               | 1. | 2. | 3. |
| -- | ------------------------------------------------------------------------- | -- | -- | -- |
| 1  | Red Devils Wernigerode                                                    | 2  | 0  | 0  |
| 2  | UHC Sparkasse Weißenfels (inkl. 1× mit USV Jena und USV Saalebiber Halle) | 1  | 1  | 0  |
| 3  | SG Black Lions Landsberg/UHC Elster                                       | 1  | 0  | 0  |
| 3  | Sportfreunde Puchheim                                                     | 1  | 0  | 0  |
| 3  | SC Potsdam                                                                | 1  | 0  | 0  |
| 5  | DJK Holzbüttgen                                                           | 0  | 2  | 0  |
| 6  | Dümptener Füchse                                                          | 0  | 1  | 1  |
| 6  | FBC Havel                                                                 | 0  | 1  | 1  |
| 6  | FC Stern/Floorball-Club München                                           | 0  | 1  | 1  |
| 9  | MFBC Leipzig                                                              | 0  | 0  | 1  |
| 9  | Heljens Haie                                                              | 0  | 0  | 1  |
| –  | ??                                                                        | 0  | 0  | 1  |

### U14-Juniorinnen Kleinfeld
2016 und 2017 wurden die Meisterschaften in einer U-14 statt einer U-13 Klasse ausgespielt
| Liste der Deutschen Meister im U14-Juniorinnen Kleinfeld | Liste der Deutschen Meister im U14-Juniorinnen Kleinfeld | Liste der Deutschen Meister im U14-Juniorinnen Kleinfeld | Liste der Deutschen Meister im U14-Juniorinnen Kleinfeld | Liste der Deutschen Meister im U14-Juniorinnen Kleinfeld |
| Jahr                                                     | (Austragungsort)                                         | Gold                                                     | Silber                                                   | Bronze                                                   |
| -------------------------------------------------------- | -------------------------------------------------------- | -------------------------------------------------------- | -------------------------------------------------------- | -------------------------------------------------------- |
| 2017                                                     | Mosbach                                                  | SG Landsberg/Elster                                      | VfL Red Hocks Kaufering                                  | UHC Sparkasse Weißenfels                                 |
| 2016                                                     | Schkeuditz                                               | UHC Sparkasse Weißenfels                                 | Red Devils Wernigerode                                   | MFBC Leipzig                                             |

### U13-Juniorinnen Kleinfeld
2023 erstmals ausgespielt
| Liste der Deutschen Meister im U13-Juniorinnen Kleinfeld | Liste der Deutschen Meister im U13-Juniorinnen Kleinfeld | Liste der Deutschen Meister im U13-Juniorinnen Kleinfeld | Liste der Deutschen Meister im U13-Juniorinnen Kleinfeld | Liste der Deutschen Meister im U13-Juniorinnen Kleinfeld |
| Jahr                                                     | (Austragungsort)                                         | Gold                                                     | Silber                                                   | Bronze                                                   |
| -------------------------------------------------------- | -------------------------------------------------------- | -------------------------------------------------------- | -------------------------------------------------------- | -------------------------------------------------------- |
| 2025                                                     | Erkrath                                                  | Berlin Rockets                                           | Mammuts Hochdahl                                         | Eisbären Juniors                                         |
| 2024                                                     | Heiligenhaus                                             | TSV Hochdahl                                             | SC DHfK Leipzig                                          | Heljens Haie                                             |
| 2023                                                     | Berlin                                                   | Berlin Rockets (Shooting Stars)                          | SSVg Heiligenhaus Heljens Haie                           | SG LED (DHfK Leipzig, Elster und Dessau)                 |
| 2015                                                     | Aufgrund zu weniger Anmeldungen nicht stattgefunden.     | Aufgrund zu weniger Anmeldungen nicht stattgefunden.     | Aufgrund zu weniger Anmeldungen nicht stattgefunden.     | Aufgrund zu weniger Anmeldungen nicht stattgefunden.     |